# Борувкі (Підкарпатське воєводство)
Борувкі (пол. Borówki) — село в Польщі, у гміні Хмельник Ряшівського повіту Підкарпатського воєводства.
Населення — 297 осіб (2011).
У 1975-1998 роках село належало до Ряшівського воєводства.

## Демографія
Демографічна структура станом на 31 березня 2011 року:
|          | Загалом | Допрацездатний вік | Працездатний вік | Постпрацездатний вік |
| -------- | ------- | ------------------ | ---------------- | -------------------- |
| Чоловіки | 136     | 29                 | 89               | 18                   |
| Жінки    | 161     | 33                 | 98               | 30                   |
| Разом    | 297     | 62                 | 187              | 48                   |